# 盖特洛
盖特洛是德国下萨克森州的一个市镇。总面积20.24平方公里，总人口662人，其中男性353人，女性309人（2011年12月31日），人口密度33人/平方公里。